# ルシアーノ・ド・ヴァーレ
ルシアーノ・ド・ヴァーレ（Luciano do Valle、1947年7月4日 - 2014年4月19日）はブラジルのジャーナリスト。